# Le Géant inachevé
Pour plus de détails, voir Fiche technique et Distribution.
Le Géant inachevé est un film documentaire belge réalisé en 2010 par Isabelle Christiaens et Jean-François Bastin. C'est la troisième et dernière partie de la série documentaire en trois épisodes intitulée Kongo.

## Synopsis
Patrice Emery Lumumba, Premier Ministre, est assassiné dans la foulée de l'Indépendance. Il est la voix de ce troisième épisode. L'éphémère et immortel héros congolais nous raconte avec passion l'histoire de son pays de 1960 à 2010, de Joseph Kasa-Vubu à Joseph Kabila, de l'ONU à la Monuc. Ce dernier épisode nous dit l'immense difficulté de construire une nation sur les décombres de l'aliénation coloniale.

## Fiche technique
- Titre : Le Géant inachevé
- Réalisation : Isabelle Christiaens et Jean-François Bastin
- Pays d’origine : Belgique
- Production : Eklectik Productions
- Coproduction : Off World, R.T.B.F. Télévision Belge, VRT – Canvas, Archives Belgavox, uMedia Family
- Animation : studio Walking the Dog
- Son et montage son : Jean-François Levillain
- Montage : France Duez
- Mixage : Benoît Biral
- Musiques : Caron Mulongo, Aura Msimang, Lokua Kanza, Yann-Elie Gorans (générique)
- Genre : documentaire
- Langue : français
- Durée : 54 minutes
- Format : vidéo
- Distribution : Compagnie des Phares et Balises
- Soutiens : Centre du Cinéma et de l’Audiovisuel de la Communauté Française de Belgique et des Télédistributeurs Wallons, Vlaams Audiovisuel Fonds, Régions Wallonne et Bruxelles Capitale, Programme Media de la Commission Européenne